# Diocèse de Zamość-Lubaczów
Le diocèse de Zamość-Lubaczów (en latin : Dioecesis Zamosciensis-Lubaczoviensis) est un diocèse catholique de Pologne de la province ecclésiastique de Przemyśl dont le siège est situé à Zamość. 
Le diocèse comprend les powiats de Zamość, Biłgoraj (en partie), Hrubieszów et Tomaszów Lubelski dans la partie sud de la voïvodie de Lublin, et le powiat de Lubaczów dans la partie nord-est de la voïvodie des Basses-Carpates. En 2022, le territoire est divisé en 19 doyennés et 187 paroisses. L'évêque actuel est Marian Rojek (pl), depuis 2012. 

## Historique
Le 3 juin 1991 est créée l'administration apostolique de Lubaczów, sur le territoire pris sur l'archidiocèse de Lviv qui se trouve en Ukraine depuis la Seconde Guerre mondiale.
Le diocèse de Zamość-Lubaczów a été créé le 25 mars 1992 dans le cadre de la réorganisation des diocèses polonais ordonnée par le pape Jean-Paul II avec la bulle Totus tuus Poloniae populus. Son territoire a été obtenu à partir de l'administration apostolique de Lubaczów et du diocèse de Lublin (élevé en même temps au rang d'archidiocèse).
Il a bénéficié des visites du pape polonais Jean-Paul II en juin 1991 et en juin 1999.

## Églises importantes du diocèse de Zamość-Lubaczów
L'église de la Résurrection-et-Saint-Thomas de Zamość (en polonais : Katedra Zmartwychwstania Pańskiego i św. Tomasza Apostoła) est la cathédrale du diocèse.
Cocathédrale Saint-Stanislas (en polonais : Konkatedra św. Stanisława) de Lubaczów.
Basiliques mineures :
- Basilique Saint-Antoine-de-Padoue (en polonais : Bazylika św. Antoniego z Padwy) de Radecznica.

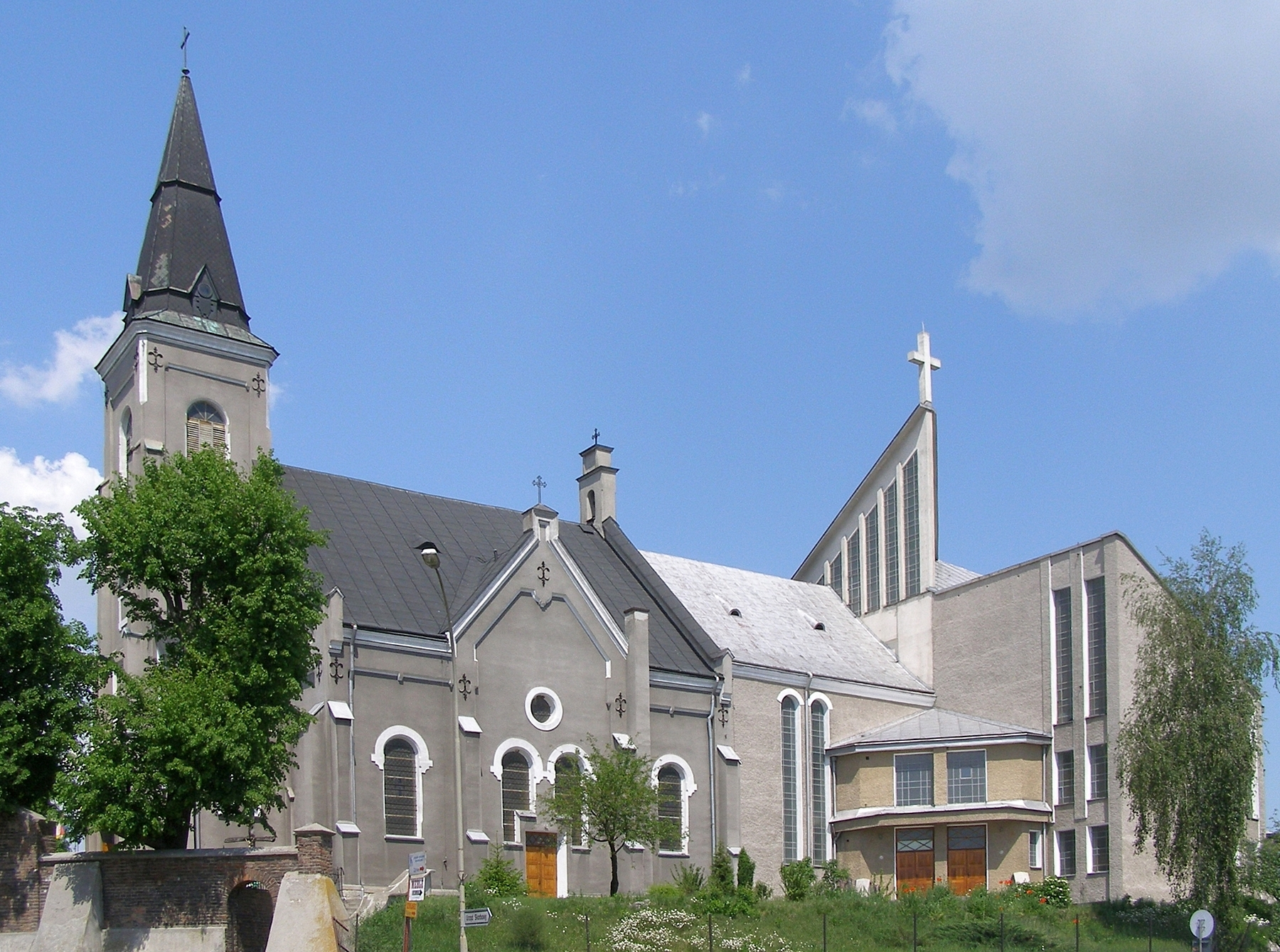
Cocathédrale Saint-Stanislas.
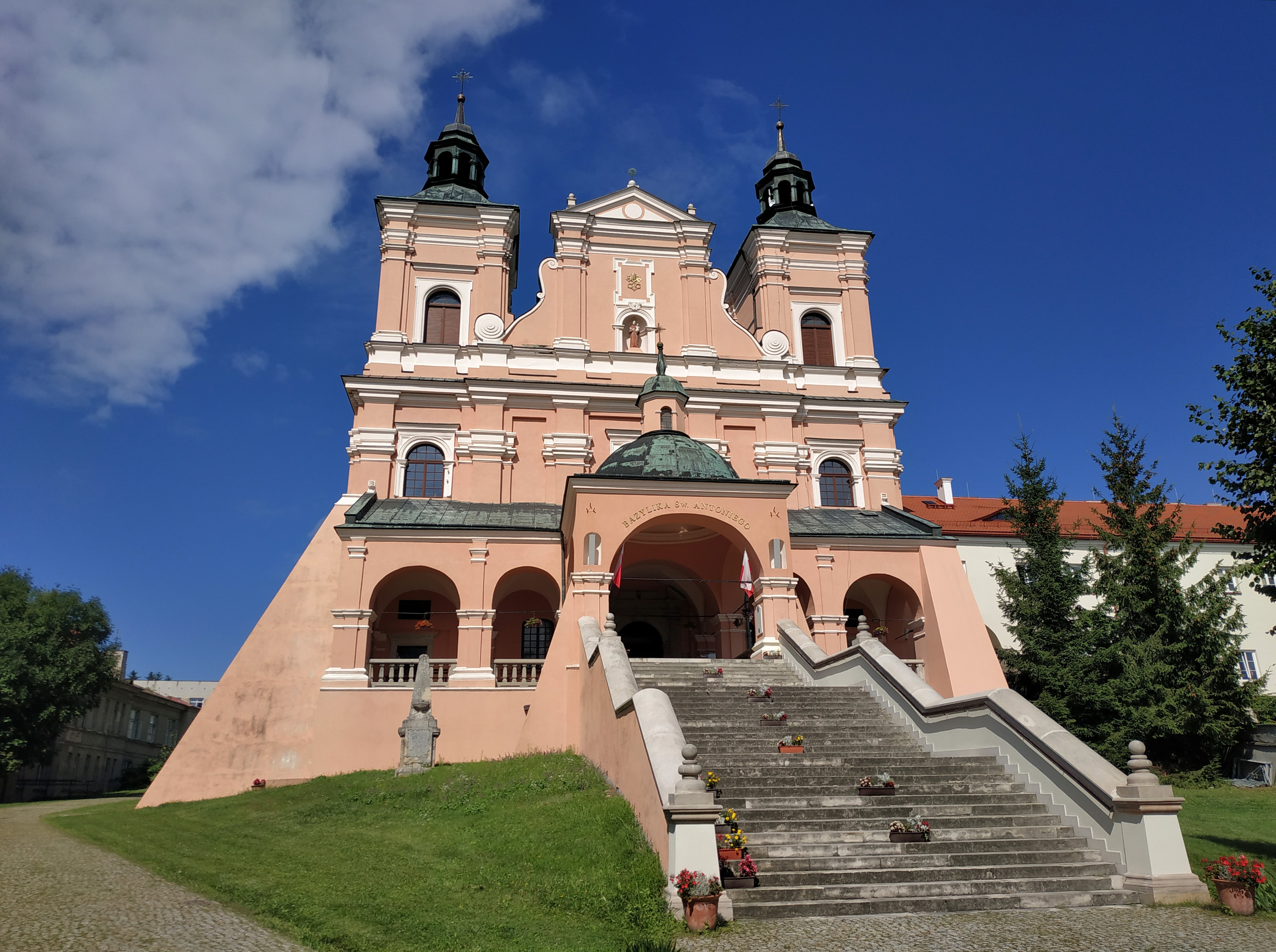
Basilique Saint-Antoine-de-Padoue.

## Évêques
- Jan Śrutwa, du 25 mars 1992 jusqu'à sa démission le 5 août 2006,
- Wacław Tomasz Depo, du 5 août 2006 jusqu'au 29 décembre 2011, puis archevêque de Częstochowa,
- Marian Rojek (pl), depuis le 30 juin 2012.

- Évêques auxiliaires :
  - Mariusz Leszczyński, depuis le 10 juin 1998.